# لاميلو بال
لاميلو لافرانس بال (بالانجليزية LaMelo LaFrance Ball) (ولد في 22 أغسطس 2001) هو لاعب كرة سلة أميركي محترف مع تشارلوت هورنتس في الرابطة الوطنية لكرة السلة (NBA). تم اختياره من قبل هورنتس حيث يلعب ثالث موسم له في الإن بي إيه.
بال بدأ المدرسة الثانوية في شينو هيلز الثانوية في شينو هيلز, كاليفورنيا، حيث فاز بالبطولة الوطنية، ولمع نجمه وطنيا رفقة أشقاءه الأكبر سنا لونزو ولي أنجيلو، المحترفين أيضا في الدوري الاميركي للمحترفين. قبل بلوغه الاحتراف، دفعته مشاكل مع مدربه إلى مغادرة تشينو هيلس والتوقيع مع النادي الليتواني المحترف بريناي.
اجتذب بال وإخوته الاهتمام الوطني منذ أن لعبوا معًا في المدرسة الثانوية. تحول والده، لافار بال، إلى شخصية إعلامية في عام 2017. يمتلك بال حذاءًا مميزًا من شركة والده، بيغ بالر براند، ويمثل دورًا في برنامج عائلته على فيسبوك واتش الواقعي بال في العائلة.

## السنوات الأولى
تم تدريب بال على كرة السلة من قبل والده، لافار، بمجرد أن تمكن من المشي. في سن الرابعة، بدأ ممارسة الرياضة مع إخوته الأكبر سناً، لونزو ولي أنجيلو، في مواجهة خصوم أكبر منه سنا. كما لعب كرة القدم مع إخوته في سن الخامسة لكنه استمر في التركيز على كرة السلة. في عام 2013، أثناء وجوده في الصف السابع، بدأ بال باللعب مع إخوانه في Big Ballers VXT، وهو فريق من اتحاد الرياضيين الهواة (AAU) لمن دون 17 عامًا وكان الفريق يدرب من قبل والديه. الفريق، الذي لم يكن برعاية شركة أحذية كبرى، لم ينافس في دوريات الجامعة، وبدلاً من ذلك شارك في المسابقات المحلية.

## مسيرته في المدرسة الثانوية

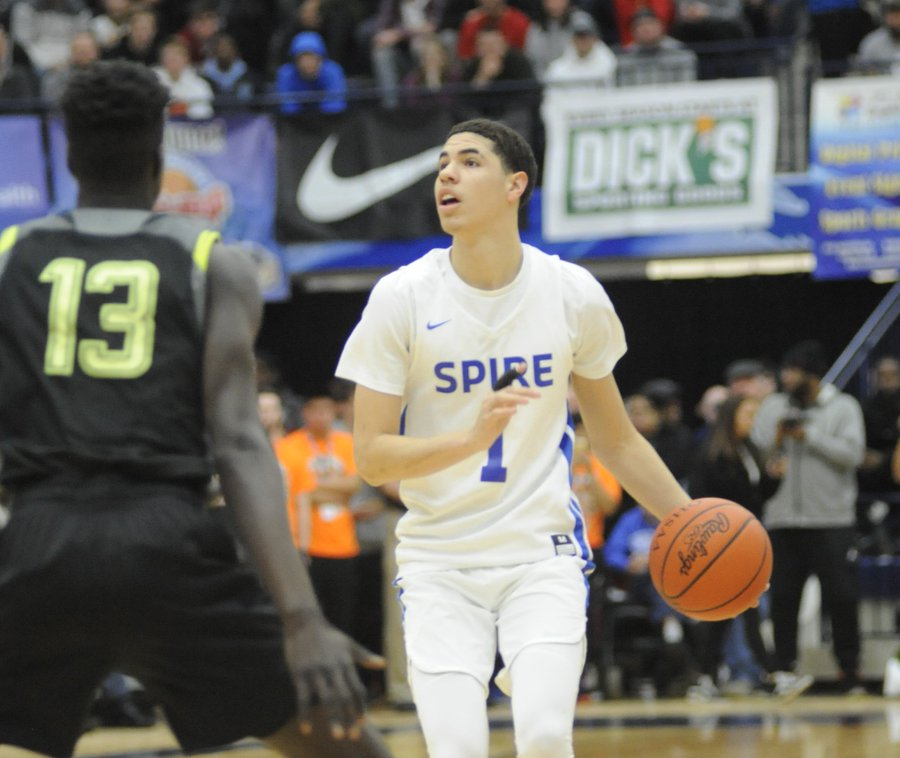
لاميلو بول مع معهد سباير ضد بروليفيك بريب في بطولة فلاين تو ذا هوب إنفيتيشنال في يناير 2019

### طالب جديد
في موسمه الجديد، بدأ بال بلعب كرة السلة لمدرسة تشينو هيلز الثانوية في تشينو هيلز، كاليفورنيا. كان زميلا في الفريق مع شقيقيه، وابن عمه، أندري بال. في مباراته الأولى، سجل بال 27 نقطة كمبتدئ. في 5 مارس 2016، سجل 26 نقطة في فوز على مدرسة سييرا كانيون للحصول على لقب القسم الجنوبي CIF القسم المفتوح. في وقت لاحق من الشهر، ساعد بال فريقه في الحصول على بطولة الولاية، مسجلاً 14 نقطة في مباراة النهاية ضد مدرسة دي لاصال. أنهى تشينو هيلز الموسم برقم قياسي 35-0 وحصل على البطولة الوطنية الأسطورية. بلغ متوسط بال 16.4 نقطة و 3.8 تمريرات حاسمة في كل لعبة.

### طالب في السنة الثانية لدراسته
في 26 كانون الأول (ديسمبر) 2016، تصدر بال عناوين الصحف الوطنية لتسديده من نصف ملعب بعد ثانيتين من المباراة. في 4 فبراير 2017، عانى من أول خسارة له في المدرسة الثانوية على الرغم من تسجيله لأعلى نقاط 36 نقطة، حيث أنهت أكاديمية أوك هيل سلسلة انتصارات تشينو هيلز التي استمرت 60 مباراة. في مباراته التالية، في 7 فبراير، سجل بول 92 نقطة في فوزه على مدرسة لوس أوسوس الثانوية، ثاني أكثر نقاط لعبة فردية في تاريخ المدرسة الثانوية في كاليفورنيا.
في 2 أكتوبر 2017، قبل بلوغه موسم الاحتراف، غادربال شينو هيلز ليتم تعليمه في المنزل لأن والده لم يوافق على تعيين المدير الفني حديثًا دينيس لاتيمور وإدارة المدرسة. في 7 ديسمبر، وقع مع الوكيل هاريسون جاينز للعب بشكل احترافي في الخارج إلى جانب شقيقه لي أنجيلو. وأشار العقد إلى أنه لن يكون بمقدوره ان يلعب كرة السلة في الكلية. في الأيام التالية، عرض جاينز الإخوة على فرق محترفة في دول أوروبية مختلفة وفي اليابان.

### الكبار
في 5 نوفمبر 2018، بعد تخطي سنته الأولى وجزءًا من سنته الأخيرة للعب بشكل احترافي، انضم بول إلى معهد وأكاديمية SPIRE، وهي مدرسة إعدادية في جنيف، أوهايو، حيث لعب تحت قيادة المدرب جيرمين جاكسون. تنافس سباير خارج نطاق اختصاص جمعية مدرسة أوهايو الثانوية الرياضية، مما سمح لبال باللعب دون مخاوف بشأن وضعه كهاوي. ألغى عدد من فرق المدارس الثانوية البارزة مواجهاتهم مع سباير لأن خبرة بال الاحترافية ستهدد أهليتهم في ظل اتحاداتهم الحكومية. تمت إزالة فريقه من بطولة هوب هال كلاسيك لأن منظمي الحدث لم يستوفوا طلبًا بقيمة 10000 دولار من أحد شركاء عائلة بال حتى يلعب الكرة. في 10 نوفمبر 2018، ظهر بال لأول مرة مع سباير، مسجلاً 20 نقطة و 13 تمريرة حاسمة وخمس كرات مرتدة في فوز 96-84 على مدرسة هيل. في 7 مارس 2019، سجل 41 نقطة، بما في ذلك 29 في الشوط الأول، في انتصار 102-67 على هيل كريست بريب نورت في البطولة العالمية Grind Session. ساعد بال فريقه في الوصول إلى النهائي وتم اختياره كأفضل لاعب في الموسم.

### التوظيف
إلتزم بول شفهيًا بلعب كرة السلة الجامعية لجامعة كاليفورنيا في لوس أنجلوس في سن 13 عامًا، قبل بدء المدرسة الثانوية، ليصبح ثالث إخوانه الذين يلتزمون بالمدرسة. قال بول، الذي عقدت معه فرجينيا وولاية واشنطن أيضًا في ذلك الوقت، إن جامعة كاليفورنيا في لوس أنجلوس كانت «مدرسة أحلامه». برز كأفضل لاعب في فصل 2019 خلال موسم السنة الثانية في المدرسة الثانوية. اعتبرته معظم خدمات التوظيف لاعبا من فئة الخمس نجوم وواحدًا من أفضل اللاعبين في فئته.

## الاحتراف

### بريناي (2018)

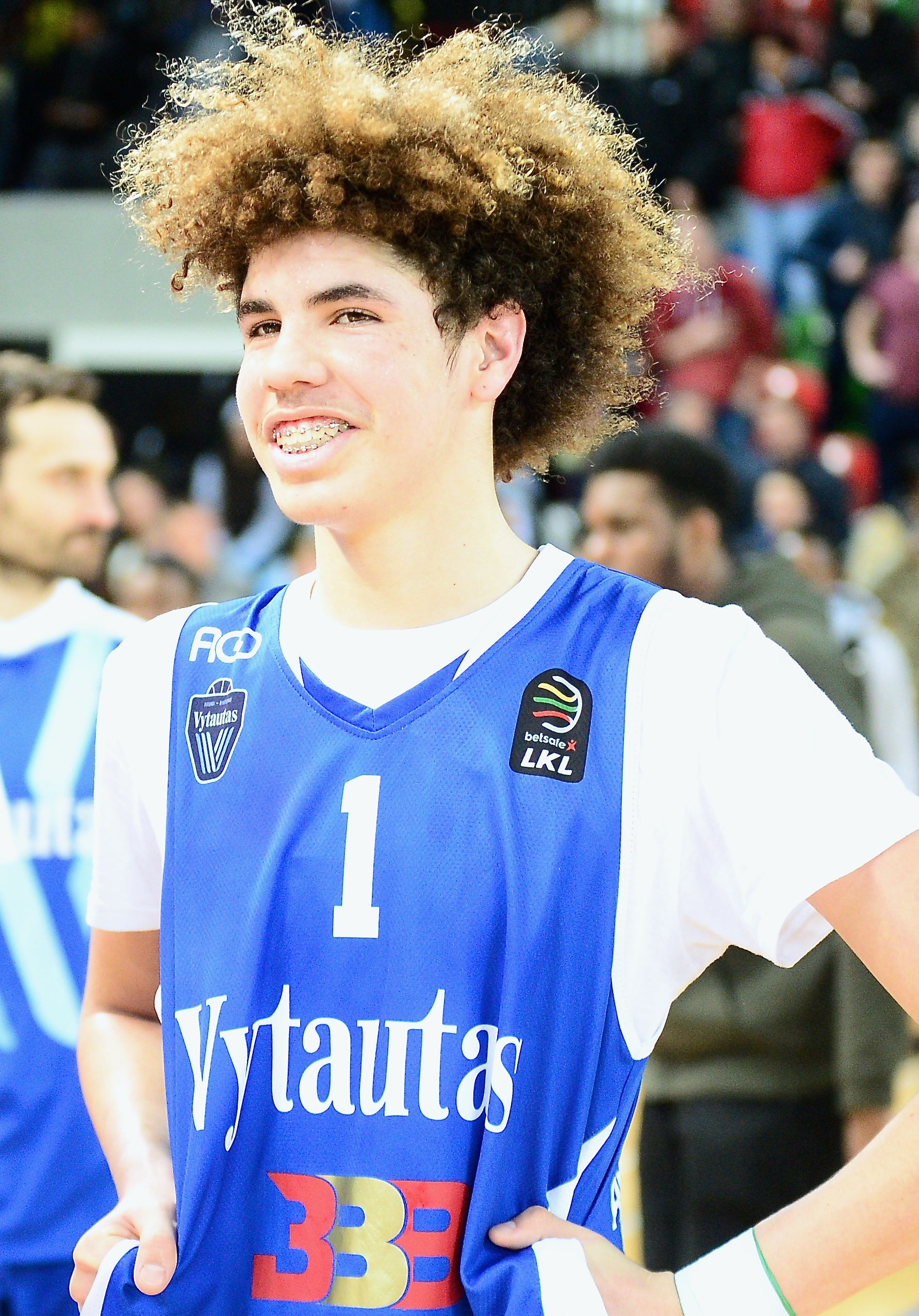
بال مع بريناي في مباراة استعراضية بلندن في أبريل 2018

في 11 ديسمبر 2017، وقع بول مع بريناي من دوري كرة السلة الليتواني (LKL) مع شقيقه لي انجيلو. وبذلك أصبح بول أصغر أمريكي يوقع عقد كرة سلة احترافي. نقلت وسائل الإعلام الرياضية الأمريكية بشدة انتقال الأخوين إلى ليتوانيا. انسحب بريناي من دوري كرة السلة البلطيقي عند وصولهم وشارك في ألعاب استعراضية مختلفة برعاية شركة والده بيغ بالر براند. في 13 كانون الثاني (يناير) 2018، ظهر بول لأول مرة في الاحتراف ضد نادي ليتكابليس. في 4 فبراير، سجل أعلى مستوى في الموسم بـ19 نقطة، بأربع رميات ثلاثية وست تمريرات حاسمة، في خسارة أمام زالغيريس. في مباراة استعراضية قرب نهاية الشهر، تعرض لإصابة في ساقه أبعدته عن الملاعب لمدة شهر. في 25 أبريل، غادر بول بريناي مع عائلته، حيث انتقد والده مدرب الفريق فيرجينيوس شيشكوس، جزئيًا لأن بال لم يحصل على وقت كافٍ للعب. أنهى الموسم بمتوسط 6.5 نقطة و 2.4 تمريرات، ليسدد 26.8% من الملعب، في 12.8 دقيقة لكل مباراة.

### لوس أنجلوس بالرز (2018)
في 4 مايو 2018، وقع بول مع فريق لوس أنجلوس باليرز التابع لاتحاد كرة السلة للناشئين (JBA)، وهو دوري جديد أنشأه والده كبديل لكرة السلة الجامعية، ووصفه الدوري بأنه «لاعب سرادق». في أول ظهور له في 21 يونيو، سجل ثلاثية مزدوجة من 40 نقطة و 16 كرة مرتدة و 10 تمريرات وثلاث عمليات سرقة، وأطلق 15 من 40 من الميدان، في فوز 134-124 على نيويورك بالرز. طيلة ثماني مباريات، حقق بال في المتوسط مضاعفة ثلاثية مع 39.6 نقطة و 14.6 ريباوند و 11.5 تمريرة حاسمة لكل لعبة، وتم اختياره في لعبة كل النجوم. في الدور نصف النهائي من البلاي اوف ضد نيويورك باليرز، سجل 55 نقطة، 16 كرة مرتدة وسبع تمريرات حاسمة. قاد لوس أنجلوس إلى بطولة JBA على سياتل باليرز. بعد الموسم، تم تسمية بال لفريق منتخب الدوري، المسمى JBA USA، والذي سيواجه العديد من الفرق الأوروبية في جولة دولية. في 31 أكتوبر، في مباراة استعراضية ضد دجوكيا في الجولة، تم طرده بعد صفع لاعب معارض على وجهه أثناء شجار. في 5 نوفمبر، غادر جولة JBA للعودة إلى المدرسة الثانوية في الولايات المتحدة لموسم التخرج.

### إيلوارا هوكس (2019-2020)

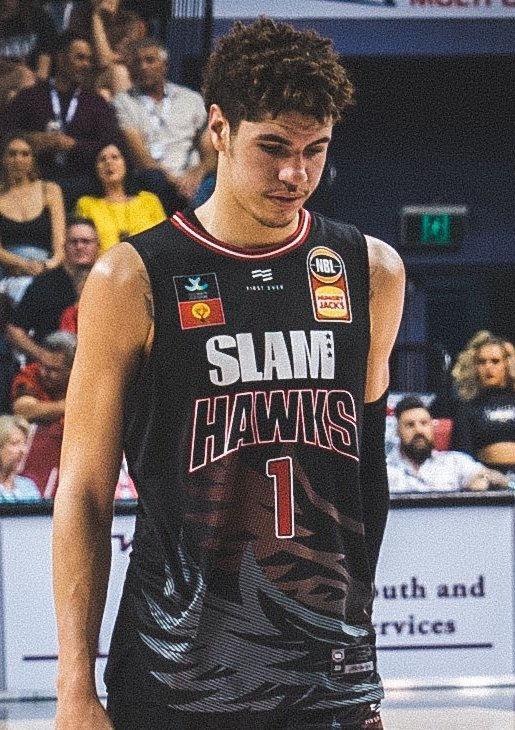
بال مع إلوارا هوكز في أكتوبر 2019

في 17 يونيو 2019، وقع بال عقدًا لمدة عامين، بما في ذلك بنود خارج NBA، مع إلوارا هوكز من دوري كرة السلة الوطني الأسترالي (NBL). انضم إلى هاوكس من خلال برنامج إن بي إل نكست ستارز، والذي يهدف إلى تطوير احتمالات مسودة الدوري الاميركي للمحترفين. في أغسطس 2019، بعد اللعب مع نو شناكس في دوري درو، حصل بال على لقب «قائد المدرسة الجديدة»، وهي جائزة تُكرّم أفضل لاعب مبتدئ في الدوري. بالنسبة لموسم NBL، انتقل إلى أستراليا مع مدربه السابق في معهد سباير، جيرمين جاكسون، الذي أصبح مديره وساعده على التأقلم. في أواخر سبتمبر، حقق نجاحًا في إن بي إل بليتز، وهي بطولة ما قبل الموسم. سجل 19 نقطة و 13 كرة مرتدة وسبع تمريرات حاسمة في فوز ما قبل الموسم على بيرث وايلد كاتس.
في 6 أكتوبر، في أول مباراة عادية له في الموسم، سجل بول 12 نقطة و 10 متابعات وخمس تمريرات حاسمة في 6 من 17 في خسارة أمام بريسبان بوليتس. تولى دورًا أكثر أهمية بعد الإصابة التي أنهت موسم النجم آرون بروكس في 27 أكتوبر. سجلت بال 32 نقطة، و 11 كرة مرتدة، و 13 تمريرة حاسمة في 25 نوفمبر، في فوز إضافي في الوقت الإضافي على كايرنز تايبانز، ليصبح أصغر لاعب في دوري كرة السلة الأمريكي يسجل ثلاثية ثلاثية. في مباراته التالية، سجل بال ثلاثية أخرى مع 25 نقطة و 12 كرة مرتدة و 10 تمريرات حاسمة لكنه احتفظ بتسديد 10 من 28 في الخسارة أمام نيو زيلاند بريكرز. أصبح رابع لاعب في تاريخ الدوري، والأول منذ تحول NBL إلى 40 دقيقة في عام 2009، يسجل ثلاث مرات متتالية.

### الدوري الاميركي للمحترفين
في الأيام التي سبقت قرعة الدوري الاميركي للمحترفين لعام 2020، تم اعتبار بال أفضل اختيار عام محتمل. في قرعة الدوري الاميركي للمحترفين، التي عقدت في 18 نوفمبر 2020، تم اختيار بال من قبل شارلوت هورنتس. مع اختياره العام الثالث من قبل فريق هورنتس في قرعة الدوري الاميركي للمحترفين، أصبح هو وشقيقه، لونزو، أول مجموعة من الإخوة الذين تمت صياغتهم في المراكز الثلاثة الأولى في قرعة الدوري الاميركي للمحترفين.

## إحصائيات المسيرة

### دوري المحترفين الأسترالي
| السنة   | الفريق      | لعب | بدأ | دقيقة | ميداني% | ثلاثية | حرة  | ارتداد | صنع | استلاب | تصدي | نقطة |
| ------- | ----------- | --- | --- | ----- | ------- | ------ | ---- | ------ | --- | ------ | ---- | ---- |
| 2019–20 | إلوارا هوكز | 12  | 12  | 31.2  | .377    | .250   | .723 | 7.4    | 6.8 | 1.7    | .2   | 17.0 |

### الدوري اللتواني
| السنة                | الفريق | لعب | بدأ | دقيقة | ميداني% | ثلاثية | حرة  | ارتداد | صنع | استلاب | تصدي | نقطة |
| -------------------- | ------ | --- | --- | ----- | ------- | ------ | ---- | ------ | --- | ------ | ---- | ---- |
| 2017–18 [الإنجليزية] | بريناي | 8   | 1   | 12.8  | .268    | .250   | .737 | 1.1    | 2.4 | .8     | .1   | 6.5  |

## الحياة الشخصية

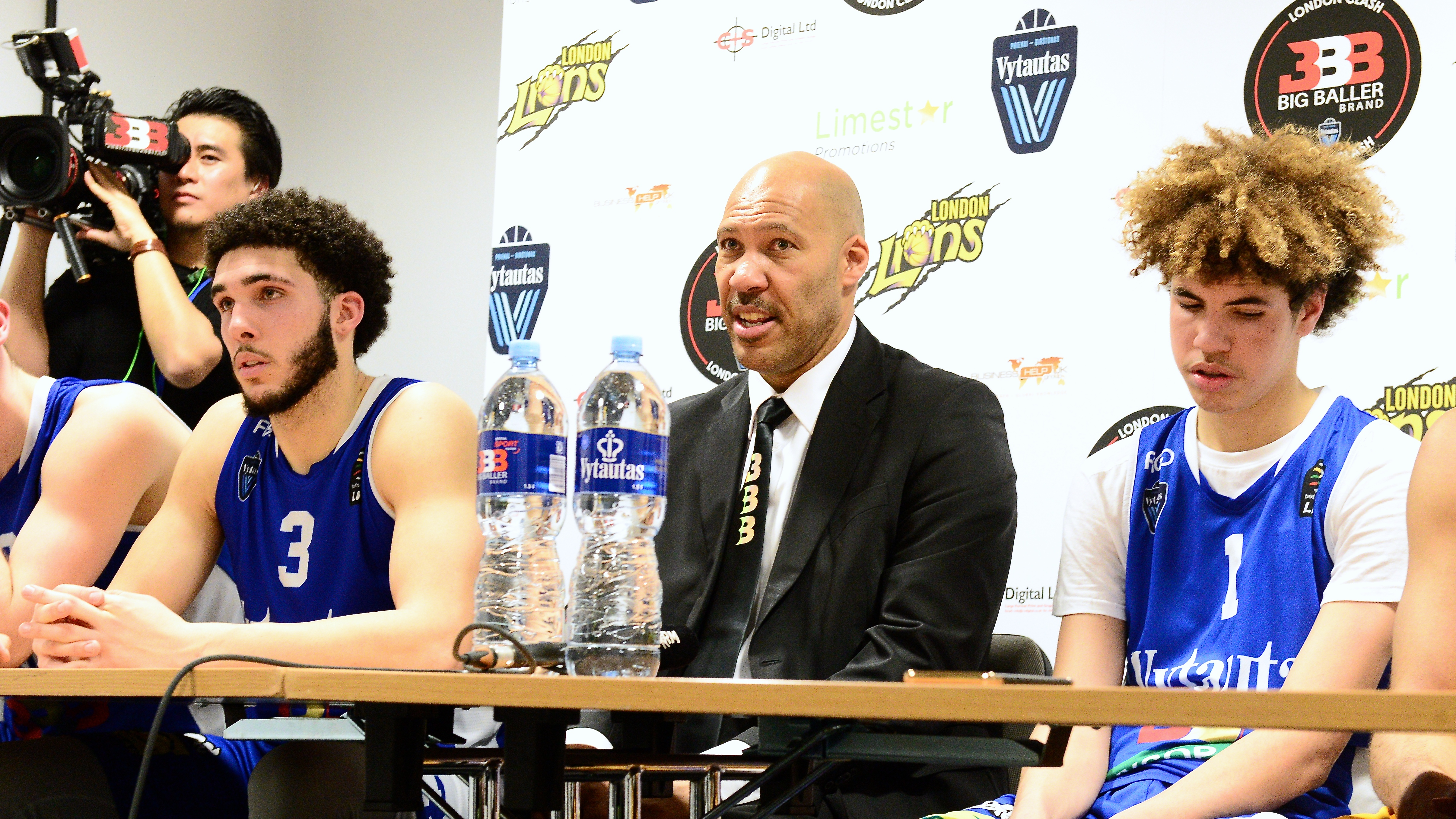
بال (يمين) مع والده، لافار، وشقيقه، لي أنجيلو، بعد اللعب في مباراة استعراضية في لندن لصالح بريناي في أبريل 2018

بال هو الابن الأصغر لـ لافار بالو تينا بال، وكلاهما لاعبان سابقان في كرة السلة بالكلية. لعب لافار الاب، الذي يبلغ طوله 6 أقدام و 6 (1.98 م)، مع ولاية واشنطن ثم ولاية كاليفورنيا في لوس أنجلوس. تينا، التي يبلغ طولها 1.83 م، لعبت أيضًا مع المدرسة الأخيرة. في وقت لاحق، لعب لافار كرة قدم احترافية بعد إعارته من نيويورك جيتس. في عام 2017، أصبح لافار شخصية إعلامية رياضية شهيرة ولكن مثيرة للجدل، وذلك في المقام الأول لإبداء ملاحظات غريبة حول حياته المهنية وأبنائه. لونزو، شقيق بال الأكبر، هو لاعب في الدوري الاميركي للمحترفين وكان ثاني اختيار عام في قرعة 2017، بينما لعب شقيقه الآخر بي انجلو بشكل احترافي. يلعب ابن عمه، أندريه، كرة السلة في الكلية لصالح بيبردين.
منذ موسمه الأول في المدرسة الثانوية، لفت بول انتباه المنافذ الرياضية الوطنية وأستقطب عددًا كبيرًا من المتابعين على وسائل التواصل الاجتماعي. بحلول عام 2017، كان العديد من المحللين يصفونه بأنه من المشاهير. يلعب بال دورًا في برنامج الواقع على فيسبوك واتش بال في العائلة، والذي تم إطلاقه في أغسطس 2017 ويوثق حياة أفراد عائلته. في 26 يونيو 2017، ظهر بال في مقطع من دبليو دبليو إي راو مع أفراد من عائلته، حيث قال لوالده، «تغلب على هذا الغبي يا اسمر!» اعتذر دبليو دبليو إي لاحقًا عن «لغته غير اللائقة». بال هو موضوع أغنية راب بعنوان ميلو بال أطلقها شقيقه، لونزو، في 8 سبتمبر 2017.
في 31 أغسطس 2017، أصدرت شركة بيغ بالر براند، وهي شركة ملابس رياضية أطلقتها عائلة بال في عام 2016، حذاءًا مميزًا له يسمى ميلو بال 1. أصبح أصغر رياضي يسوق حذاءًا مميزًا بإسمه على الإطلاق.